# Aritella girralonga
Aritella girralonga är en insektsart som beskrevs av Otte, D. och R.D. Alexander 1983. Aritella girralonga ingår i släktet Aritella och familjen syrsor. Inga underarter finns listade i Catalogue of Life.